# Новороссийское (Новосибирская область)
Новоросси́йское— село в Здвинском районе Новосибирской области. Административный центр Новороссийского сельсовета.

## География
Площадь села — 63 гектара.

## Население
| 2002 | 2007 | 2010 |
| ---- | ---- | ---- |
| 576  | ↘552 | ↘474 |

## Инфраструктура
В селе по данным на 2007 год функционируют 1 учреждение здравоохранения, 2 образовательных учреждения.